# Botlik család
Az apátikéri Botlik vagy Bottlik család Nyitra vármegyei eredetű nemesi család, melynek egyik ágát 1917-ben bárói rangra emeltek.

## Történet
1570-ben Nagysárin említenek 3 jobbágy jogállású családtagot (Gallus, Péter, Miklós). Ugyanott 1570-ben a török defterben 5 családtag (Miklós és fia Balázs, Gergely és fia Balázs és Barla) szerepel. 1575-ben Miklós és Péter, mint Gyepes János jobbágyai tanúskodnak egy peres ügyben. 1584-ben Tajnay János Nagysáriban kiváltja jobbágyát Botlik Pétert.
A 16. és 17. században Kissarlóska kuriális helységben is feltűnt a család. 1600-ban Nyitra vármegye nemesi összeírásában Alsószőlősön és Kismányán szerepelnek. 1612 előtt Botlik Balázs Néveren élhetett.
Előneve alapján az egyházi nemesi eredetű család Imre tagja szerzett címeres nemeslevelet, melyet 1646. április 25-én III. Ferdinándtól Linzben kapott és 1647-ben hirdettek ki Bars és Nyitra vármegyében. 1655-ben visszautalják Bars vármegyéhez Botlik Imre és Móré István perét a sárói (?) birtokokról. 1685-ben Botlik Imre árváit említik Nyitra Alsó város Szent Jakab utcájában. 1690-ben Botlik Albert Nyitrán a Hosszú utcában birtokolt, később a századfordulón a Nyitra Alsó városának szenátusi tagja volt. 1700-ban kapott Botlik Pál adományt Apátikéren. 1711-ben Botlik Pált írták össze Nagykéren. 1742-ben Bottlik Pál volt a verebélyi szék inszurgenseinek zászlótartója.
Idővel egyes családtagjaik Komárom vármegyébe, Kocsra és Vas vármegyébe is átszármazhattak. Nyitra vármegyéből Bács-Bodrog vármegyébe is átkerültek, előbb Nemesmiliticsre még a 18. század közepén, ahol 1763-ban nyitrai bizonyítványuk alapján a vármegye nemesei közé felvétettek. Későbbi leszármazottaik Szabadkán laktak. Szintén Nyitra vármegyéből származtak át Pest vármegyébe a 19. század során, ahol 1824-ben igazolták nemességüket és 1844-ben nyitrai bizonyítványuk alapján vették fel őket a vármegye nemeseinek sorába.
1917-ben Bottlik István földművelésügyi államtitkár bárói rangot nyert.

### Leszármazás

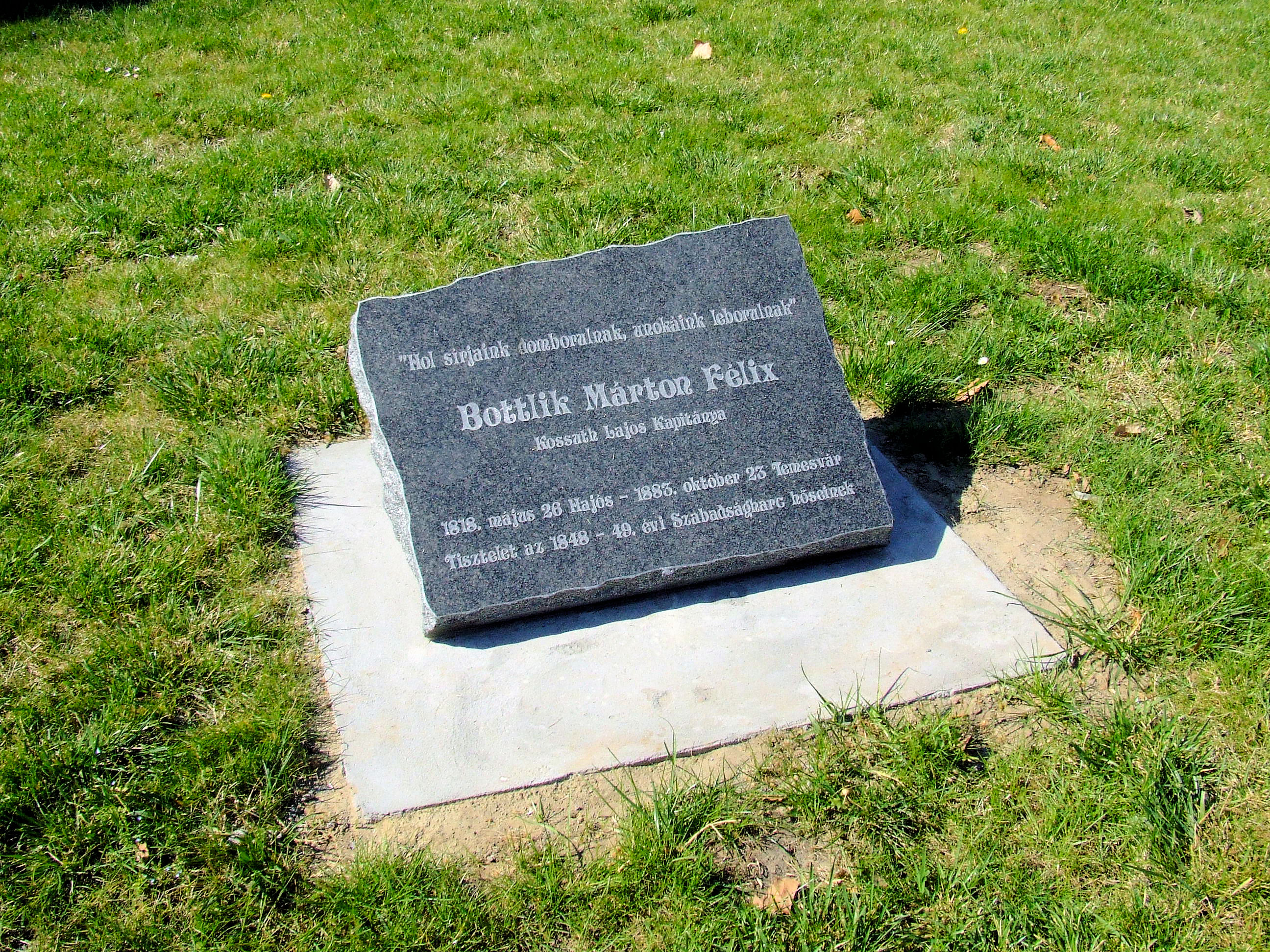
Bottlik Márton emléktáblája Hajóson

A család leszármazása csak töredékesen ismert. A nemességet szerző Imre, fia Pál, ennek fia szintén Pál volt. Utóbbi Pál fia István Nyitra vármegyéből a Komárom vármegyei Kocsra költözött. István fia Márton, akit 1848-ban bács-bodrogi szolgabíróként említenek. Az ő fia:
- Márton (1818-1883). A szabadságharc kezdetén a sajkás határőrzászlóaljnál szolgált. 1848. június 19-én[21] a 6. honvédzászlóalj főhadnagyává nevezték ki, de visszautasította. Júliusban csatlakozott a péterváradi várőrséghez, novembertől pedig az itt megalakuló utászosztály főhadnagya, majd századosa lett. A péterváradi várőrséggel tette le a fegyvert 1849. szeptember 7-én.[22]

#### Fejér-Borsod megye
Bottlik János († Székesfehérvár, 1856. január 7.), 1818-tól székesfehérvári hites ügyvéd, perköltség fejében megszerzi Sárkeresztúrt és a hozzátartozó birtokokat. 1840-tól táblabíró, és megyei tisztségviselő. A székesfehérvári református egyházkerület főgondnoka Felesége Pálffy Terézia, kitől a következő gyermekek születtek:
- Terézia (Székesfehérvár, 1826[27] – Pest, 1871. augusztus 2.[28]) Gőcze István, honvédfőhadnagy neje.[29]
- Mária (?-1902 után[30]), férje Raikovich/Rajkovics Márk (1822 k –  Pest, 1869. március 8.),[31] Pest törvényszéki tanácsosa.[32] Közös családi sírhelyük a Kerepesi temető bal oldali falsírboltok között található.[33]
- Paulina (1826[34]-?)
- Bottlik József Antal (Székesfehérvár, 1828[35] – Pest, 1858. április 2.[36]) A  Pápai  Református  Kollégiumban tanult 1837  novembere  és  1846  között. A szabadságharc kitörésekor joggyakornokként dolgozott. 1849. január 16-án nevezték ki a Tasnádon szerveződő  67.  honvédzászlóalj hadnagyává, így feltehető, hogy már korábban is a honvédseregben szolgált. Ugyanezen év április 30-án került áthelyezésre a kecskeméti újonctelepre, a Duna-Tisza közén újonnan sorozott honvédek gyülekezőhelyén. Július 16-án főhadnagy lett a Dorozsmán szerveződő 130.  zászlóaljban,  mellyel  augusztus  13-án  Világosnál tette le a fegyvert. Felesége Koós Ágnes volt.[37]
- Bottlik Lajos Bertalan (Székesfehérvár, 1832[38] – Tibolddaróc, 1904. január 25.[39][40] Tanulmányait előbb magántanulóként folytatta, majd 1844-ben beiratkozott a Pápai Református Kollégiumba, ezt követően Pozsonyban tanult. Jogi diplomát Pesten szerzett, de a Bach korszak végéig nem dolgozott szakmájában, birtokain visszavonultan gazdálkodott. Ügyvédi működését csak 1861-ben kezdte meg, Pesten. Jogtanácsosként 1868-ban előbb a Kassa–Oderbergi Vasúttársasághoz, majd még ugyanezen évben az Alföld–Fiumei Vasúttársasághoz került. 1869-ben a Keleti Vasúttársaság jogtanácsosává és helyettes főtitkárává nevezték ki, majd 1870-ben a társaság főigazgatója lett. Tisztségét 1876-ig töltötte be, amikor is a vasutat államosították.[41] Leköszönése után Borsod vármegyei birtokára vonult vissza gazdálkodni. 1884-ben kezdte politikai pályafutását a mezőkövesdi kerületben – Matlekovics Sándor államtitkár ellenében, nagy többséggel – országgyűlési képviselővé választották, a Mérséklet Ellenzék programjával.[42] Az 1887-es választások során Kudlovich Imre szabadelvű jelölttel szemben alulmaradt a mezőkövesdi kerültben, 56 szavazattal.[43] 1892-ben újra a mezőkövesdi kerület Nemzeti Párt képviselőjeként került az országgyűlésbe.[44][45] Utolsó éveiben, egy agyvérzés miatt, mozgásában jelentősen korlátozott volt.[46] Felesége Litschauer Anna volt (†1916),[47] Litschauer Lipót és Strausz Mária leánya,[48] kivel 1872. október 10-én kötött házasságot,[49] mellyel Lajos nevű fiuk törvényesíttetett. Gyermekek:
  - Bottlik Lajos József (1869. március 2.[50]-?) orvos a Magyar Államvasutaknál. Tanulmányait előbb Egerben, a Ciszterci rendi katolikus gimnáziumban folytatta (1878-1880),[51][52] később az Igló Főgimnázium tanulója lett (1881-1885).[53][54] 1886-tól a Budapesti Tudomány Egyetemen hallgatója,[55] ahol 1896-ban avatták doktorrá[56] Felesége Lozer (Loser) Paula, Loser Jánosnak, a Rákóczy-keserűvízforrás tulajdonosának a leánya, akivel 1893-ban házasodott össze. A lány szülei ellenezték a házasságot, mivel ismerték a férjjelölt kicsapongó, könnyelmű életmódját. A férj hamarosan nagy adósságot halmozott fel és felesége szülei rávették lányukat nyújtsa be a válókeresetet. A válóper vége az lett, hogy Bottlik megszöktette saját feleségét és Surányban telepedtek le. Itt újra pazarló életmódba kezdett, minek a vége az lett, hogy miután 1895-ben megszületett gyermekük otthagyta felesége. Időközben váltóhamisításokból is próbált pénzhez jutni, így végül körülbelül 70.000-80.000 forintnyi adósság gyűlt össze, egy időre gondokság alá is helyezték. Apja közbenjárására adóssága egy részét törlesztették, a fennmaradó részre pedig árverést tűztek ki. Bottlik a problémát úgy oldotta meg, hogy elszökött Amerikába.[57][58] Felesége később Antos Ferenchez ment újra nőül.[59]
  - Bottlik Mária Teréz Laura (1872[60]-?), bánhorváti Horváth Lajos felesége
  - Bottlik János (Budapest, 1875. február 13.[61] – Tibolddaróc, 1909. április 30.)
 Alsóbb iskoláit elvégezvén a Ludovikán kapott katonai képzést. 1893-ban a 6. honvédhuszárezred tiszthelyetteseként lépett a hadseregbe, 1895-ben hadnaggyá lépett elő és a felsőbb tiszti tanfolyamot elvégzése után, 1898-ban főhadnagy nevezték ki. A katonai pályától 1901. január 1-jével megvált (tartalékállományba helyeztette magát) és idejét penci és vácdukai birtokai igazgatásának szentelte. Pest-Pilis-Solt-Kiskunmegye törvényhatóságának tagjaként és a váchartyáni és az őrszentmiklósi egyházak főgondnokaként jelentős szerepet vállalt a megye társadalmi-, és közéletében. Az országgyűlésbe 1905. április 3-án került be időközi választások során, megelőzve Hoffmann Ottót 1000 szavazattal,[62] miután a váci kerület korábbi képviselője, Barabás Béla lemondott mandátumáról. 1906-ban újra megválasztották, Függetlenségi és 48-as párti képviselőként.[63]
 Felesége Bánylukai Simontsits Irma volt (†Budapest, 1974),[64] kitől egy Irma nevű lánya született.
  - Bottlik József, országgyűlési képviselő, Borsod vármegye főispánja, felesége Bognár Aranka
  - Bottlik István, országgyűlési képviselő, felsőházi tag, a bárói cím elnyerője

## Címerük
Kék pajzsban zöld pázsiton ágaskodó ezüst egyszarvú, mások szerint griff. Jobb felső szegletben félhold, bal felsőben csillag.
Sisakdísz: vörös ruhás kar szablyát tart, takarók: kék-arany, vörös-ezüst.

## Neves családtagok

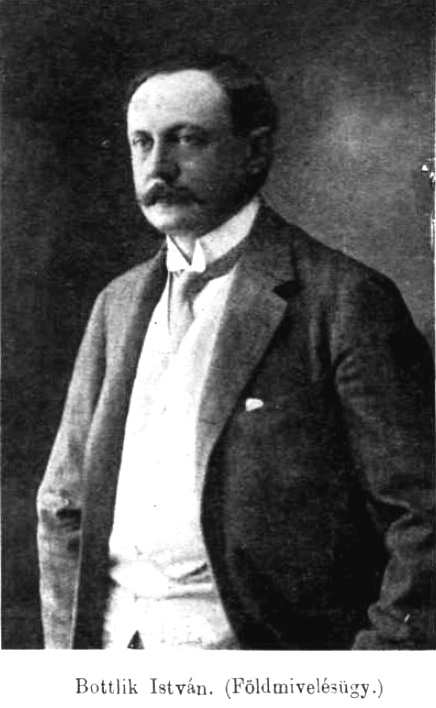
Bottlik István
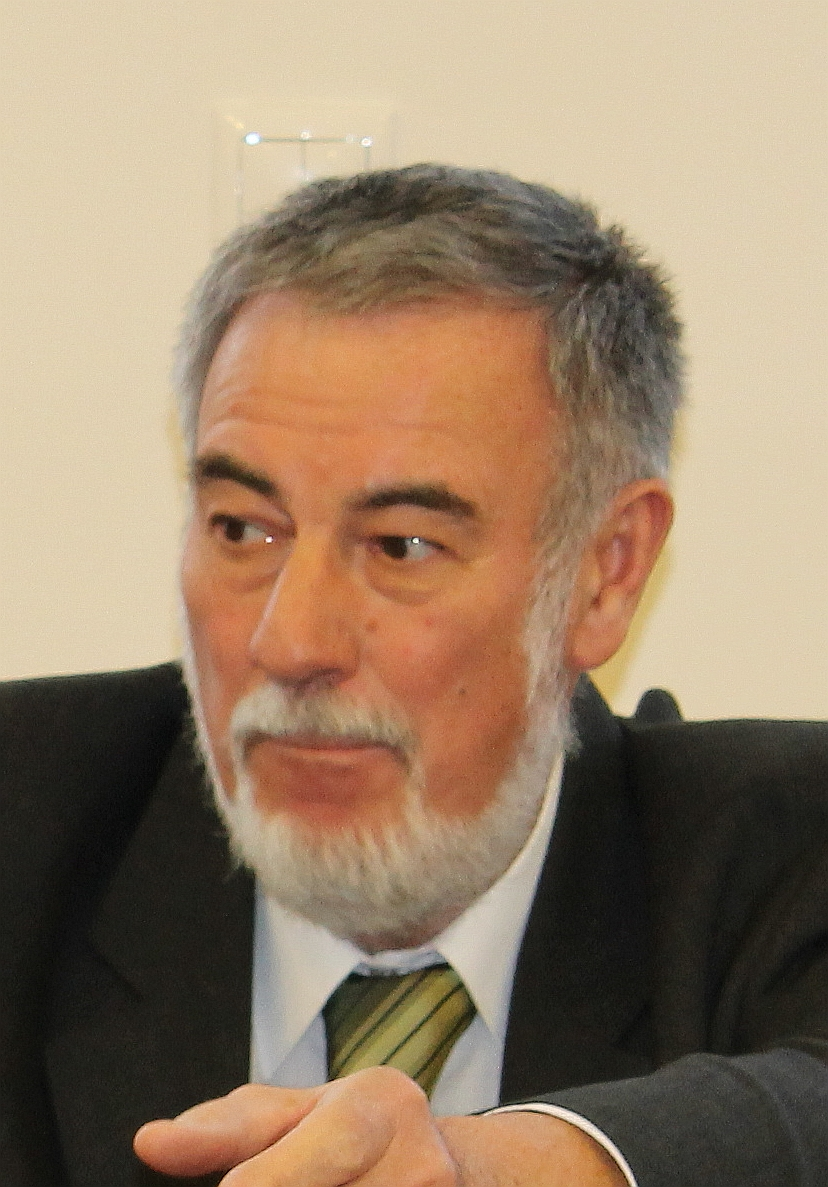
Botlik József 2014
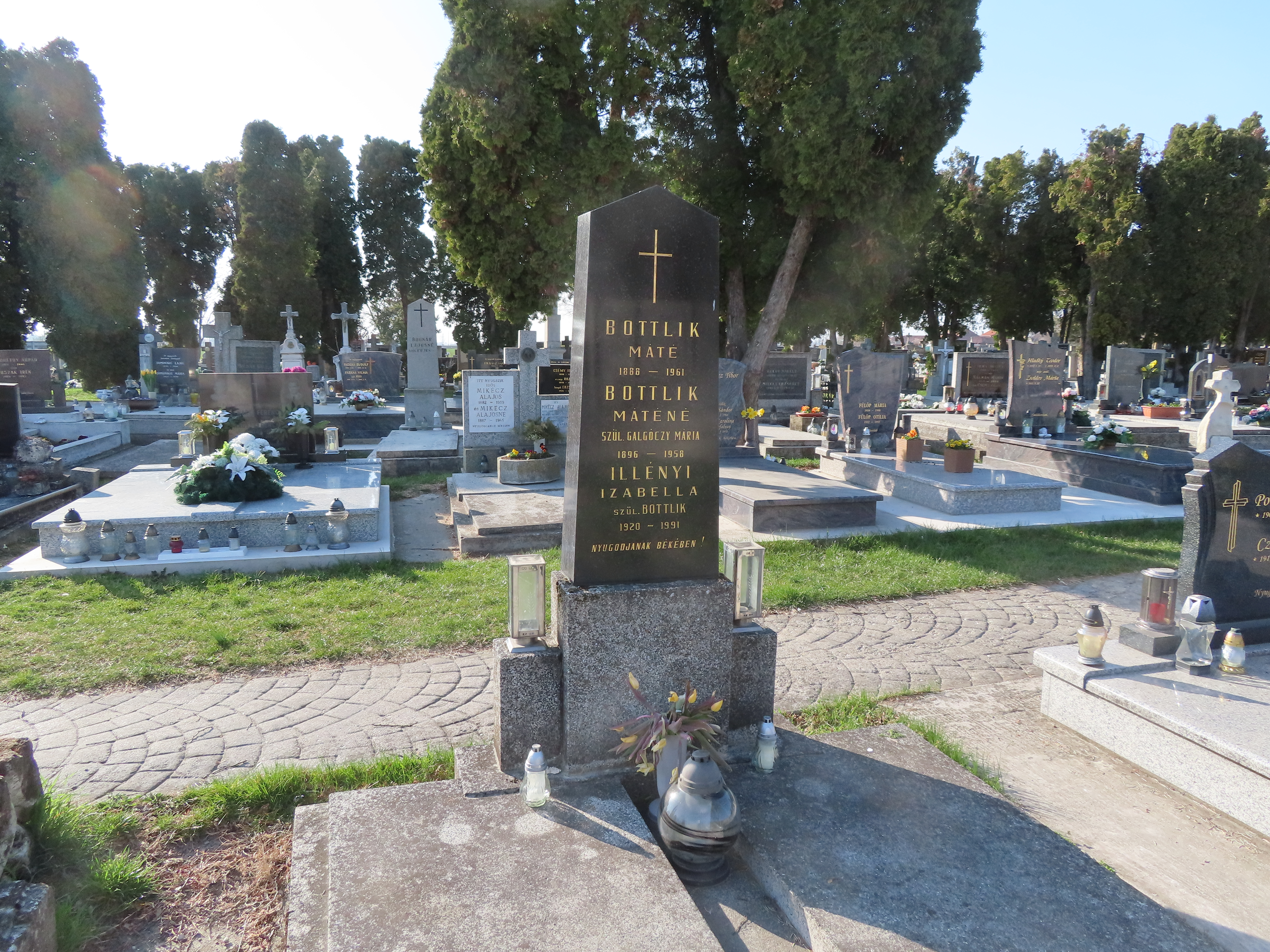
Családbeliek Illésházán
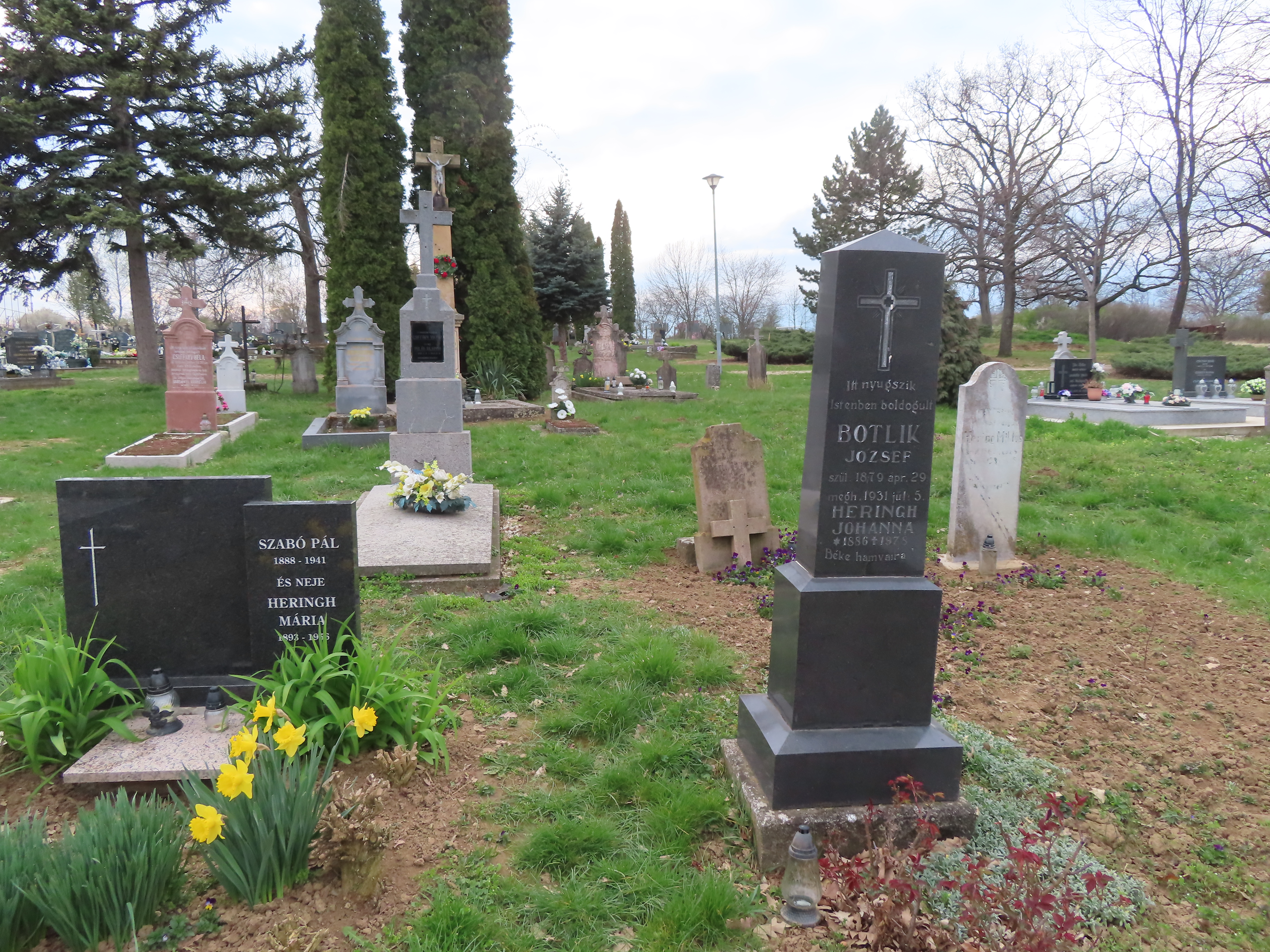
Nemespanni temető
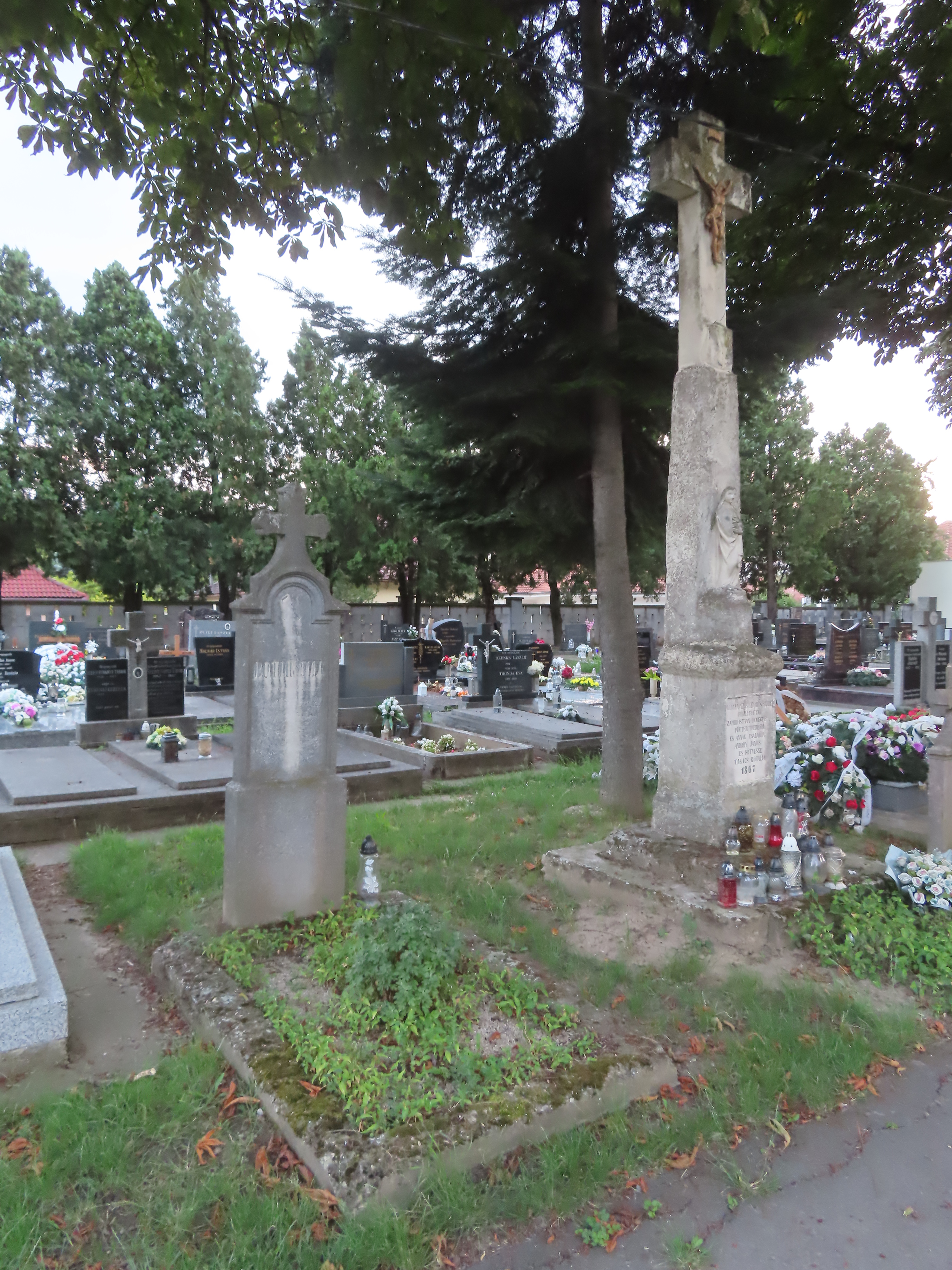
Botlik Elek sírja Vághosszúfalun

- Botlik István kanonok, csongrádi főesperes
- Bottlik Márton (1818-1883) 1848-as honvédtiszt
- Botlik Elek (1832-1884) 1867-től haláláig vághosszúfalusi plébános[65]
- Bottlik Dezső jogász, közjegyző[66]
- Báró Bottlik István államtitkár
- Bottlik József (1873–1933) Borsod vármegye főispánja
- Botlik József (1949) történész, egyetemi oktató
- Vaskovics Lajos (1919-1997) csehszlovák nemzetgazdász, megyei hivatalnok, pénzügyminiszter helyettes. Felesége Botlik Éva volt.

## Birtokaik és kastélyaik
- Birtokaik voltak Csaláron,[67] Garamnémetin[68] és Szerecsenyen.[69]
- Tibolddarócon a kastély és mauzóleum